# Críticas anarquistas al marxismo

## Los anarquismos y el marxismo
Tanto el anarquismo como el comunismo marxista buscan en última instancia la abolición de la propiedad privada y la sociedad de clases mediante la revolución social. No obstante, anarquistas y marxistas han estado enfrentados desde que Pierre Joseph Proudhon, que conocía a Marx y Bakunin, afirmó que así como la tesis del capitalismo garantiza la libertad aboliendo la igualdad, la antítesis comunista sufre la contradicción opuesta; aplicando la dialéctica hegeliana en su libro Sistema de las contradicciones económicas o filosofía de la miseria (1847), señaló que solo con la síntesis mutualista se pueden resolver estas contradicciones entre el individualismo y el colectivismo (que Marx intentaba superar colectivizando la sociedad civil para hacerla universal a la manera de un Estado, sin individualizar y descentralizar la sociedad política), lo que provocó la ruptura de Marx con Proudhon, expresada en su escrito crítico Miseria de la filosofía (1847), a pesar de que previamente había recibido con entusiasmo su escrito ¿Qué es la propiedad?
Tomando como premisa que Marx habría tenido la costumbre política de denostar a aquellos pensadores de los que sería deudor, diversos autores anarquistas suponen que entre las muchas razones para el conflicto con Proudhon se encontraría el hecho de que en Filosofía de la miseria se presenta formulada en esbozo una teoría de la plusvalía basada en el valor-trabajo veinticuatro años antes que El capital fuera publicado:

Al ocuparme del valor, he demostrado que todo trabajo debe dejar un excedente; de modo que, suponiendo que el consumo del trabajador sea siempre el mismo, su trabajo debería crear, además de su subsistencia, un capital cada vez mayor. Bajo el sistema de la propiedad, el excedente del trabajo, esencialmente colectivo, pasa todo, como la renta, al propietario. Ahora bien: entre esta apropiación disfrazada y la usurpación fraudulenta de un bien comunal, ¿qué diferencia existe?

Una de las más importantes observaciones realizadas por Marx en Miseria de la filosofía es la de que Proudhon estaría intentando resolver la alienación creciente de la división del trabajo convirtiendo al trabajador nuevamente en un artesano independiente, y por esto su doctrina sería una "fantasía pequeñoburguesa"; un sueño consistente en conservar a la burguesía eliminando al proletariado, es decir, en hacer a toda persona un burgués:

Es cabalmente el lado malo el que, dando origen a la lucha, produce el movimiento que crea la historia. Si, en la época de la dominación del feudalismo, los economistas, entusiasmados por las virtudes caballerescas, por la buena armonía entre los derechos y los deberes, por la vida patriarcal de las ciudades, por el estado de prosperidad de la industria doméstica en el campo, por el desarrollo de la industria organizada en corporaciones, cofradías y gremios, en una palabra, por todo lo que constituye el lado bueno del feudalismo, se hubiesen propuesto la tarea de eliminar todo lo que ensombrecía este cuadro —la servidumbre, los privilegios y la anarquía—, ¿cuál habría sido el resultado? Se habrían destruido todos los elementos que desencadenan la lucha y matado en germen el desarrollo de la burguesía. Los economistas se habrían propuesto la empresa absurda de borrar la historia.

Proudhon consideró a partir de 1846 que el proyecto de la sociedad comunista conduce a una "dictadura por todas partes". A pesar de estas objeciones, Proudhon continuó influyendo sobre el movimiento obrero, en especial desde la caída del socialismo. Su solución al problema de la industria a gran escala consiste en un cooperativismo resultante de un cambio en la naturaleza de la propiedad, lo que preludia en cierta forma las modernas soluciones institucionales del tipo de la teoría de juegos y el análisis hobbesiano de los problemas sociales, ya que funciona mediante un cambio de las "reglas de juego" y las preferencias de los individuos en sus relaciones contractuales, evadiendo los problemas intrísencos de un modelo colectivista de altruismo hacia un interés de clase. La crítica que hoy se formula ante el exagerado poder económico y social de la centralización propuesta por el marxismo "es un tema que halla en Proudhon una sólida base dentro de la historia del pensamiento. Hasta el reciente obrerismo, con su desconfianza hacia las ideologías que no estén al servicio directo de los intereses del proletariado, su falta de aprecio por el parlamento que decide desde arriba en nombre de los demás, y su rechazo a la participación de los intelectuales en el movimiento obrero, se encuentra relacionado con Proudhon."
El enfrentamiento entre marxistas y anarquistas alcanzó su clímax en la lucha entre los partidarios de Marx y los de Mijaíl Bakunin por el control de la Primera Internacional, y que acabó con la ruptura de la misma en 1872. La base del conflicto se centraba en que, así como los marxistas creían en la necesidad transicional de un Estado bajo control de los trabajadores (la «dictadura del proletariado») y que a su vez se encargara de controlar la economía («planificación central»), los anarquistas pensaban que el camino al socialismo (o al comunismo) pasaba por la destrucción del Estado, ya que toda minoría gobernante necesariamente se erige en clase frente a la cual una mayoría demasiado vasta no puede tener control:

Pero los marxistas dicen que esta minoría estará constituida por trabajadores. Sí, en realidad de ex-trabajadores, que tan pronto como se conviertan en gobernantes o representantes del pueblo, dejarán de ser trabajadores y comenzarán a mirar desde arriba al pueblo trabajador. Desde ese momento no representan al pueblo, sino a sí mismos y a su propia ambición de gobernar al pueblo. Quienes duden de esto, saben muy poco sobre la naturaleza humana.
[...] Las palabras “socialista científico” y “socialismo científico”, que se encuentran constantemente en los trabajos y discursos de Lassalle y los marxistas, sólo prueban que el pretendido Estado popular no será sino el gobierno despótico de las masas trabajadoras por una nueva aristocracia, numéricamente pequeña, de verdaderos o falsos científicos. Al pueblo le falta educación, con lo cual ellos lo liberarán de las preocupaciones del gobierno y lo regimentarán por completo como un rebaño común de personas gobernadas. ¡Emancipación, realmente! 
Los marxistas tienen conciencia de esta contradicción; y como saben que el gobierno de los científicos (la más miserable, ofensiva y despreciable de las clases gobernantes en el mundo) será, a pesar de su forma democrática, una verdadera dictadura, se consuelan con el pensamiento de que esa dictadura será sólo temporal y de breve duración. Afirman que la única preocupación y tarea de este gobierno será elevar la educación del pueblo -económica y políticamente- hasta el momento de hacer innecesario el gobierno, y que el Estado, tras haber perdido su carácter político, es decir, su carácter de autoridad y dominación, se convertirá por sí solo en una organización totalmente libre de intereses y comunidades económicas. Tenemos aquí una contradicción obvia. Si su estado va a ser un verdadero estado popular, ¿por qué habría, entonces, de disolverse a sí mismo? Y si su autoridad es necesaria para la emancipación real del pueblo, ¿cómo se atreven a llamarlo Estado popular? 
[...] Ellos sostienen que sólo una dictadura -por su puesto, su dictadura- puede crear la voluntad del pueblo. Nuestra respuesta a eso es: una dictadura no puede tener otro objetivo que la autoperpetuación, y sólo puede engendrar esclavitud en el pueblo que la tolera; la libertad sólo puede ser creada por la libertad, es decir, por una rebelión universal del pueblo y una organización de las masas trabajadoras desde sus cimientos.

Para los anarquistas, un Estado socialista repetiría las características de opresión y privilegio contra las que luchaban, al tiempo que, al extender los poderes a la organización de la vida económica, resultaría ser incluso más opresivo.
Otra oposición se encontraba en el papel que tenían lucha económica y la lucha política en la emancipación de la clase obrera. Para los marxistas, como el objetivo de la lucha proletaria era la conquista del poder político, la lucha política ocupaba un lugar central. Para los anarquistas, la única lucha política válida era la lucha por la destrucción revolucionaria del Estado, que esperaban surgiera espontáneamente de la lucha económica. La socialdemocracia, heredera del marxismo, se inclinó hacia el parlamentarismo y la actividad legal; mientras que el anarquismo se inclinó hacia los ataques a las instituciones y agentes estatales (propaganda por el hecho) y a la organización obrera apartidaria (anarcosindicalismo).
La confrontación entre marxistas y anarquistas continuó luego bajo otro cariz a partir de la revolución rusa. El bolchevismo ruso, encabezado por Lenin, dio nueva vida a la teoría del Estado revolucionario. En su obra El Estado y la Revolución, Lenin explica que el estado burgués debe ser destruido para luego instaurar un Estado revolucionario y que sería este estado quien se extinguiría conforme desaparezcan las contradicciones de clase. Los anarquistas, ante las consecuencias de la dictadura bolchevique, continuaron reivindicando, con nuevo brío, la teoría bakuninista de la destrucción inmediata del Estado como objetivo de la revolución social.
Un conflicto paralelo, menos virulento pero más profundo, se dio entre el comunismo anarquista y el comunismo marxista (a diferencia de lo que sucedía con el resto del anarquismo, ambos eran metodológicamente colectivistas), representados respectivamente por Piotr Kropotkin y el propio Lenin. Con una idea de avanzada para su época de la sociobiología y una interpretación altruista de ciertos fenómenos sociales en la naturaleza (elogiada por el biólogo Stephen Jay Gould), Kropotkin se centró en la construcción del comunismo mediante cooperativas obreras haciendo acento en el carácter meramente planificador del Estado, rescatando así la promesa marxista de un provisional socialismo centralizado y la necesidad de un comunismo descentralizado.
La síntesis individualista-colectivista de Proudhon se fracturó en dos ramas: por el lado colectivista el socialismo de Bakunin y el comunismo de Kropotkin, y por el lado individualista el mutualismo de Lysander Spooner y Benjamin Tucker, que rescata el fenómeno histórico del mercado y lo disocia del propio capitalismo e incluso de la propiedad privada lockeana, oponiéndose así a los intentos marxistas de planificación central de la economía obrera sin por eso considerar necesaria la existencia de la burguesía. Entre los mutualistas modernos se encuentra Kevin Carson que ha adoptado en forma sincrética ciertos aspectos de la teoría del valor marxista junto con sus críticas marginalistas.
Separados de aquellos coexistieron dentro del anarquismo individualista ciertas corrientes pro-capitalistas como el privatismo (exactamente opuesto a la idea de comunismo) representado principalmente por Gustave de Molinari y Auberon Herbert. A partir de estas y bajo la influencia de la crítica al socialismo del individualismo radical de Max Stirner y Friedrich Nietzsche, surgieron herederos libertarios de diferentes vertientes del liberalismo clásico como Murray Rothbard y David Friedman que fundaron toda una corriente denominada anarcocapitalismo cuya crítica al marxismo es prácticamente una síntesis de casi todas las anteriores; en el primer caso como parte de la pugna entre la cosmovisión austríaca-libertaria y la marxista-historicista que se sistematiza con agudez en el segundo libro de su obra inconclusa Historia del pensamiento económico. En ambos autores la crítica se dirige más a aspectos epistemológicos y económicos (propios de la sociedad civil) que a los sociológicos y culturales (propios de la sociedad política). Este posicionamiento polarizó todavía más la interpretación dualista individual-colectiva, agudizando la confrontación entre paradigmas y reforzando el actual viraje de la izquierda post-marxista hacia el colectivismo ontológico (y ya no solo metodológico), expresado en fenómenos como el populismo y el estatismo.
El antropólogo anarquista Pierre Clastres ha propuesto la posibilidad de un materialismo político, con base en la demostración que las investigaciones antropológicas llevan a la necesidad de invertir la relación entre infraestructura económica y superestructura política si se quiere persistir en una visión similar a la del materialismo histórico:

¿Qué nos enseñan este movimiento del mayor número de sociedades de la caza a la agricultura, y el movimiento inverso de algunas otras de la agricultura a la caza? Que parece realizarse, sin cambiar nada en la naturaleza de la sociedad, que ésta permanece idéntica a sí misma cuando se transforman solamente sus condiciones de existencia material; que si la revolución neolítica ha afectado y sin duda facilitado considerablemente la vida material de los grupos humanos de entonces, no implica necesariamente un trastorno del orden social. En otros términos, y en lo que concierne a las sociedades primitivas, el cambio al nivel de lo que el marxismo llama la infraestructura económica, no determina en absoluto su reflejo corolario, la superestructura política, ya que ésta aparece independiente de su base material. El continente americano ilustra claramente la autonomía respectiva de la economía y de la sociedad. Grupos de cazadores —pescadores— recolectores, nómadas o no presentan las mismas propiedades socio-políticas que sus vecinos agricultores sedentarios: "infraestructuras" diferentes, "superestructura" idéntica. Inversamente, las sociedades meso-americanas —sociedades imperiales, sociedades con Estado— eran tributarias de una agricultura que, aunque más intensiva que en otras partes, no dejaba de situarse, desde el punto de vista técnico, muy cerca de las tribus "salvajes" de la Selva Tropical: "infraestructura" idéntica, "superestructuras" diferentes, ya que en un caso se trata de sociedades sin Estado, en el otro de estados consumados. 
Es la ruptura política, pues, la que es decisiva, y no el cambio económico. La verdadera revolución en la protohistoria de la humanidad no es la del neolítico, ya que ella puede muy bien dejar intacta la antigua organización social, es la revolución política, es esa aparición misteriosa, irreversible, mortal para las sociedades primitivas que conocemos con el nombre de Estado. Y si se quiere conservar los conceptos marxistas de infraestructura y de superestructura, habría entonces tal vez que reconocer que la infraestructura es lo político y la superestructura lo económico. El único trastorno estructural, abismal, que puede transformar la sociedad primitiva destruyéndola como tal, es el que hace surgir en su seno, o del exterior, aquel cuya misma ausencia define esta sociedad: la autoridad de la jerarquía, la relación de poder, el sometimiento de los hombres, el Estado. No tendría sentido buscar su origen en una hipotética modificación de las relaciones de producción en la sociedad primitiva, modificación que al dividir poco a poco la sociedad entre ricos y pobres, explotadores y explotados, conduciría mecánicamente a la instauración de un órgano de ejercicio del poder de los primeros sobre los segundos, a la aparición del Estado. 
Más aún que hipotética, esta modificación de la base económica es imposible. Para que en una sociedad dada el régimen de la producción se transforma en el sentido de una mayor intensidad de trabajo en vistas a una producción acrecentada de bienes, es necesario que los hombres de esta sociedad deseen esta transformación de su tipo de vida tradicional o que, no deseándola, se vean forzados a ello por la violencia exterior. En el segundo caso, nada surge de la misma sociedad, que padece la agresión de una fuerza externa en beneficio de la cual va a modificarse el régimen de producción: trabajar y producir más para satisfacer las necesidades de los nuevos amos del poder. La opresión política determina, llama, permite la explotación. Pero la evocación de tal "guión escénico" no sirve de nada, ya que plantea un origen exterior, contingente, inmediato de la violencia del Estado, y no la lenta realización de las condiciones internas, socio-económicas, de su aparición.

Ante el problema del surgimiento del Estado, la crítica de Clastres deja algunas hipótesis demográficas sobre las posibilidades de un surgimiento contingente del Estado dada una eventual suma de circunstancias dependientes de una cultura particular. Tampoco llega a explicar el desarrollo de formas de explotación precapitalistas en las cuales, si el poder político se encarga de la apropiación de excedente está inserto como parte de una estructura socioeconómica guerrera disfuncional a la existencia separada de un Estado (la única excepción sería el antiguo Estado asiático), y si la explotación está ligada al poder político la apropiación de excedente se encuentra sin embargo en un contexto económico incapaz de ejercer su dominio salvo a través de un Estado separado (el caso extremo de esta separación es la sociedad mercantil burguesa conducida por la acumulación de capital que no es posible explicar desde el Estado). Pero estos problemas son reconocidos por el autor ya que su trabajo es más bien una propuesta de hacia dónde deberían ir las futuras investigaciones y cuáles caminos deberían descubrirse como callejones sin salida.
El rescate de la sociología comprensiva por parte de ciertos intelectuales anarquistas ha dado nuevo brío a visiones paralelas pero críticas a la del marxismo. El cristiano anarquista Jacques Ellul, exégeta del marxismo, ha rescatado la noción circular de la historia y el papel realmente diferenciador de la rebelión, contra la linealidad de la sucesión de revoluciones como supuesto motor económico propio del materialismo histórico que para el autor solamente lleva a la generación de nuevas clases sociales con propiedad, o en ausencia de ellas la mera liberación de las elites políticas de sus ataduras sociales, repetición artificial de un fenómeno históricamente precedente como el bonapartismo y el modo de producción asiático. Dirige primordialmente una severa crítica moral a los marxistas "que utilizan las palabras justicia, libertad, democracia, etc." ya que están "perfectamente habilitados para hacerlo cuando se trata de propaganda, pero dejan radicalmente de ser marxistas si toman los términos en serio."

En el plano intelectual, el marxismo implica respecto a la revolución una actitud puramente objetiva (científica) y en el plano moral un cinismo integral. A veces nos hemos indignado al ver luchas de clanes en los países marxistas, y entregar a la muerte a hombres que realmente eran sus amigos antes. (Mucho antes de Stalin, el abandono por Lenin de Rosa Luxemburg y Liebknecht es significativo). Pero esta indignación prueba que no se ha comprendido nada del marxismo. El mismo Lenin describe el oportunismo como (¡entre otras!) la actitud de los que modifican la conducta de la Revolución en función de sentimientos personales, amistad, odio, miedo, intereses... Al relacionarlo todo con el proceso histórico se produce ese cinismo en virtud del cual se puede hacer decir a las palabras exactamente lo contrario de lo que significan (y una parte de lo que hoy se llama crisis del lenguaje está en la difusión de este cinismo histórico). [...C]uando la historia se convierte en la clave de todo, el comienzo y el fin del sentido, entonces el hombre está más estrechamente desposeído de sí mismo que por el más exigente de los valores. Pues, a lo largo de la Revolución, se encuentra desprovisto de todo punto de referencia posible, salvo la interpretación misma de la historia [...] mientras que el bien y el mal, integrados en el tiempo, no señalan nada de bueno o de malo, sino que solo una práctica designa la eficacia y la oportunidad.

El lingüista y luego activista Noam Chomsky explicó brevemente su postura respecto del marxismo, desde un lineamiento ideológico de izquierda que se enmarca entre el anarquismo y el populismo:

Las advertencias de Bakunin sobre la burocracia roja que instituiría el peor de todos los gobiernos despóticos se dieron mucho antes de Lenin, y estaban dirigidas contra los seguidores del señor Marx. Había, en efecto, seguidores de muchas clases; Pannekoek, Luxemburgo, Mattick y otros, y estaban muy lejos de Lenin, y sus opiniones a menudo convergen con elementos del anarcosindicalismo. Korsh y otros, de hecho, escribieron con simpatía sobre la revolución anarquista en España. Hay continuidades de Marx a Lenin, pero hay también continuidades a marxistas que fueron severos críticos de Lenin y el bolchevismo. El trabajo de Teodor Shanin en años pasados sobre las posteriores actitudes de Marx frente a la revolución campesina también es relevante aquí. [...] El Marx temprano proviene ampliamente del entorno en el que vivió, y se encuentran muchas similitudes con el pensamiento que animó el liberalismo clásico, aspectos de la Ilustración y el romanticismo francés y alemán. Nuevamente, no soy un estudioso de Marx como para pretender un juicio autorizado. Mi impresión, en lo que vale la pena, es que el Marx temprano era mucho más una figura de la tardía Ilustración, y que el Marx posterior era un activista muy autoritario, y un analista crítico del capitalismo que tenía poco que decir sobre las alternativas socialistas.

Actualmente, la controversia entre anarquistas y marxistas pasa más por las formas de organización y métodos de lucha de las masas explotadas y la relación de los revolucionarios con estas. Mientras los herederos del marxismo (partidos leninistas de distinto cuño) continúan reivindicando las prácticas político-partidarias con sus métodos centralistas, los herederos del anarquismo reivindican la organización asamblearia, la federación y la democracia directa.